# Trichophyton circonvolutum
Trichophyton circonvolutum är en svampart som beskrevs av Sabour. 1910. Trichophyton circonvolutum ingår i släktet Trichophyton och familjen Arthrodermataceae.   Inga underarter finns listade i Catalogue of Life.